# Maculinea jasilkowskii
Maculinea jasilkowskii är en fjärilsart som beskrevs av Hormuzaki 1897. Maculinea jasilkowskii ingår i släktet Maculinea och familjen juvelvingar. Inga underarter finns listade i Catalogue of Life.